# Smokin' Aces (soundtrack)
Smokin' Aces je soundtrackové album obsahující hudbu ze stejnojmenného filmu z roku 2007. Vydáno bylo v několika verzích, kromě písní se lišily i svými obaly. Kromě verzí, které obsahovaly písně použité ve filmu, vyšla také verze obsahující pouze originální hudbu Clinta Mansella.

## Seznam skladeb
| Pořadí | Název                                         | Interpret               | Délka |
| ------ | --------------------------------------------- | ----------------------- | ----- |
| 1.     | First Warning                                 | The Prodigy             | 4:21  |
| 2.     | Big White Cloud (pouze na některých vydáních) | John Cale               | 4:05  |
| 3.     | Ace of Spades                                 | Motörhead               | 2:48  |
| 4.     | Pown on the Street                            | The Stooges             | 3:45  |
| 5.     | Play Your Cards Right                         | Common feat. Bilal      | 3:09  |
| 6.     | Trespassing                                   | Skull Snaps             | 4:00  |
| 7.     | Segura o Sambura                              | Nilton Castro           | 2:55  |
| 8.     | Touch Me Again                                | Bernard „Pretty“ Purdie | 4:23  |
| 9.     | Under the Street Lamp                         | Joe Bataan              | 2:52  |
| 10.    | I Gotcha' Back                                | GZA                     | 5:00  |
| 11.    | I Love You                                    | The Bees                | 4:33  |
| 12.    | Morte di un Soldato                           | Ennio Morricone         | 3:12  |
| 13.    | Save Yourself                                 | The Make-Up             | 3:22  |
| 14.    | Like Light to the Flies                       | Trivium                 | 5:43  |
| 15.    | FBI                                           | Clint Mansell           | 3:00  |
| 16.    | Shell Shock                                   | Clint Mansell           | 3:09  |
| 17.    | Dead Reckoning                                | Clint Mansell           | 3:16  |